# Joe Satriani/Diskografie
Diese Diskografie ist eine Übersicht über die musikalischen Werke des US-amerikanischen Musikers Joe Satriani. Berücksichtigt wird neben seinen Soloalben auch das Projekt G3, sofern er beteiligt war. Den Schallplattenauszeichnungen hat er bisher mehr als 6,1 Millionen Tonträger verkauft, davon alleine in seiner Heimat über 5,7 Millionen. Seine erfolgreichste Veröffentlichung ist das Album Surfing with the Alien mit über einer Million verkauften Einheiten.

## Alben

### Studioalben
| Jahr | Titel                                              | Höchstplatzierung, Gesamtwochen, AuszeichnungChartplatzierungen (Jahr, Titel, Platzierungen, Wochen, Auszeichnungen, Anmerkungen) | Höchstplatzierung, Gesamtwochen, AuszeichnungChartplatzierungen (Jahr, Titel, Platzierungen, Wochen, Auszeichnungen, Anmerkungen) | Höchstplatzierung, Gesamtwochen, AuszeichnungChartplatzierungen (Jahr, Titel, Platzierungen, Wochen, Auszeichnungen, Anmerkungen) | Höchstplatzierung, Gesamtwochen, AuszeichnungChartplatzierungen (Jahr, Titel, Platzierungen, Wochen, Auszeichnungen, Anmerkungen) | Höchstplatzierung, Gesamtwochen, AuszeichnungChartplatzierungen (Jahr, Titel, Platzierungen, Wochen, Auszeichnungen, Anmerkungen) | Anmerkungen                                                   |
| Jahr | Titel                                              | DE | AT | CH | UK | US | Anmerkungen                                                   |
| ---- | -------------------------------------------------- | --- | --- | --- | --- | --- | ------------------------------------------------------------- |
| 1987 | Surfing with the Alien                             | — | — | — | UK— SilberUK | US29 Platin · (75 Wo.)US | Erstveröffentlichung: 15. Oktober 1987 Verkäufe: + 1.165.000  |
| 1989 | Flying in a Blue Dream                             | — | — | — | UK— SilberUK | US23 Gold · (39 Wo.)US | Erstveröffentlichung: 30. Oktober 1989 Verkäufe: + 567.500    |
| 1992 | The Extremist                                      | DE55 (15 Wo.)DE | — | CH11 (11 Wo.)CH | UK13 (6 Wo.)UK | US22 Gold · (28 Wo.)US | Erstveröffentlichung: 21. Juli 1992 Verkäufe: + 917.500       |
| 1993 | Time Machine                                       | DE87 (4 Wo.)DE | — | — | UK32 (2 Wo.)UK | US95 Gold · (8 Wo.)US | Erstveröffentlichung: 13. Oktober 1993 Verkäufe: + 500.000    |
| 1995 | Joe Satriani                                       | — | — | CH36 (3 Wo.)CH | UK21 (3 Wo.)UK | US51 (7 Wo.)US | Erstveröffentlichung: Oktober 1995 Verkäufe: + 263.922        |
| 1998 | Crystal Planet                                     | DE73 (3 Wo.)DE | — | CH40 (3 Wo.)CH | UK32 (3 Wo.)UK | US50 (8 Wo.)US | Erstveröffentlichung: 3. März 1998 Verkäufe: + 202.416 (US)   |
| 2000 | Engines of Creation                                | — | — | CH86 (3 Wo.)CH | UK78 (1 Wo.)UK | US90 (3 Wo.)US | Erstveröffentlichung: 14. März 2000 Verkäufe: + 111.851 (US)  |
| 2002 | Strange Beautiful Music                            | DE92 (1 Wo.)DE | — | CH78 (3 Wo.)CH | — | US140 (1 Wo.)US | Erstveröffentlichung: 25. Juni 2002                           |
| 2004 | Is There Love in Space?                            | — | — | CH83 (2 Wo.)CH | UK86 (1 Wo.)UK | US80 (2 Wo.)US | Erstveröffentlichung: 13. April 2004                          |
| 2006 | Super Colossal                                     | — | — | CH83 (2 Wo.)CH | — | US86 (2 Wo.)US | Erstveröffentlichung: 14. März 2006                           |
| 2008 | Professor Satchafunkilus and the Musterion of Rock | DE92 (1 Wo.)DE | — | CH67 (2 Wo.)CH | UK75 (1 Wo.)UK | US89 (1 Wo.)US | Erstveröffentlichung: 31. März 2008                           |
| 2010 | Black Swans and Wormhole Wizards                   | DE85 (1 Wo.)DE | AT65 (1 Wo.)AT | CH34 (2 Wo.)CH | UK62 (1 Wo.)UK | US45 (2 Wo.)US | Erstveröffentlichung: 5. Oktober 2010 Verkäufe: + 10.000 (US) |
| 2013 | Unstoppable Momentum                               | DE67 (1 Wo.)DE | AT60 (1 Wo.)AT | CH32 (3 Wo.)CH | UK44 (1 Wo.)UK | US42 (3 Wo.)US | Erstveröffentlichung: 7. Mai 2013 Verkäufe: + 10.000 (US)     |
| 2015 | Shockwave Supernova                                | DE40 (1 Wo.)DE | — | CH13 (3 Wo.)CH | UK22 (1 Wo.)UK | US46 (1 Wo.)US | Erstveröffentlichung: 24. Juli 2015 Verkäufe: + 10.000 (US)   |
| 2018 | What Happens Next                                  | DE51 (1 Wo.)DE | AT53 (1 Wo.)AT | CH9 (4 Wo.)CH | UK40 (1 Wo.)UK | US42 (1 Wo.)US | Erstveröffentlichung: 12. Januar 2018                         |
| 2020 | Shapeshifting                                      | DE61 (1 Wo.)DE | — | CH6 (3 Wo.)CH | UK70 (1 Wo.)UK | — | Erstveröffentlichung: 10. April 2020                          |
| 2022 | The Elephants of Mars                              | DE22 (2 Wo.)DE | AT64 (1 Wo.)AT | CH5 (3 Wo.)CH | UK57 (1 Wo.)UK | — | Erstveröffentlichung: 8. April 2022                           |

| Jahr | Titel             | Anmerkungen                                             |
| ---- | ----------------- | ------------------------------------------------------- |
| 1986 | Not of This Earth | Erstveröffentlichung: 1986 Satrianis erstes Studioalbum |

### Livealben
| Jahr | Titel                         | Höchstplatzierung, Gesamtwochen, AuszeichnungChartplatzierungen (Jahr, Titel, Platzierungen, Wochen, Auszeichnungen, Anmerkungen) | Höchstplatzierung, Gesamtwochen, AuszeichnungChartplatzierungen (Jahr, Titel, Platzierungen, Wochen, Auszeichnungen, Anmerkungen) | Höchstplatzierung, Gesamtwochen, AuszeichnungChartplatzierungen (Jahr, Titel, Platzierungen, Wochen, Auszeichnungen, Anmerkungen) | Höchstplatzierung, Gesamtwochen, AuszeichnungChartplatzierungen (Jahr, Titel, Platzierungen, Wochen, Auszeichnungen, Anmerkungen) | Höchstplatzierung, Gesamtwochen, AuszeichnungChartplatzierungen (Jahr, Titel, Platzierungen, Wochen, Auszeichnungen, Anmerkungen) | Anmerkungen                                                        |
| Jahr | Titel                         | DE | AT | CH | UK | US | Anmerkungen                                                        |
| ---- | ----------------------------- | --- | --- | --- | --- | --- | ------------------------------------------------------------------ |
| 2001 | Live in San Francisco         | — | — | — | UK— GoldUK | US— ×2DoppelplatinUS | Erstveröffentlichung: 19. Juni 2001 Verkäufe: + 225.000            |
| 2006 | Satriani Live!                | — | — | CH83 (2 Wo.)CH | — | — | Erstveröffentlichung: 31. Oktober 2006                             |
| 2012 | Satchurated: Live in Montreal | — | — | — | UK100 (1 Wo.)UK | — | Erstveröffentlichung: 13. März 2012                                |
| 2025 | G3 Reunion Live               | DE89 (1 Wo.)DE | — | CH49 (1 Wo.)CH | — | — | Erstveröffentlichung: 31. Januar 2025 mit Eric Johnson & Steve Vai |

| Jahr | Titel                            | Anmerkungen                                                             |
| ---- | -------------------------------- | ----------------------------------------------------------------------- |
| 1993 | The Satch Tapes                  | Erstveröffentlichung: 27. Januar 1993 Dokumentarfilm                    |
| 2010 | Live in Paris: I Just Wanna Rock | Erstveröffentlichung: 2. Februar 2010 Aufnahme erfolgte am 27. Mai 2008 |

### Kompilationen
| Jahr | Titel                | Höchstplatzierung, Gesamtwochen, AuszeichnungChartplatzierungen (Jahr, Titel, Platzierungen, Wochen, Auszeichnungen, Anmerkungen) | Höchstplatzierung, Gesamtwochen, AuszeichnungChartplatzierungen (Jahr, Titel, Platzierungen, Wochen, Auszeichnungen, Anmerkungen) | Höchstplatzierung, Gesamtwochen, AuszeichnungChartplatzierungen (Jahr, Titel, Platzierungen, Wochen, Auszeichnungen, Anmerkungen) | Höchstplatzierung, Gesamtwochen, AuszeichnungChartplatzierungen (Jahr, Titel, Platzierungen, Wochen, Auszeichnungen, Anmerkungen) | Höchstplatzierung, Gesamtwochen, AuszeichnungChartplatzierungen (Jahr, Titel, Platzierungen, Wochen, Auszeichnungen, Anmerkungen) | Anmerkungen                     |
| Jahr | Titel                | DE | AT | CH | UK | US | Anmerkungen                     |
| ---- | -------------------- | --- | --- | --- | --- | --- | ------------------------------- |
| 1993 | The Beautiful Guitar | DE53 (9 Wo.)DE | — | — | — | — | Erstveröffentlichung: März 1993 |

| Jahr | Titel                                   | Anmerkungen                                                                                |
| ---- | --------------------------------------- | ------------------------------------------------------------------------------------------ |
| 2003 | The Electric Joe Satriani: An Anthology | Erstveröffentlichung: 18. November 2003 Doppel-Album; zunächst nur in Japan veröffentlicht |
| 2005 | One Big Rush: The Genius of Satriani    | Erstveröffentlichung: 29. November 2005 Begleitalbum zur Kompilation aus dem Jahr 2003     |
| 2008 | Joe Satriani – Original Album Classics  | Erstveröffentlichung: 16. Juni 2008 Teil der Original-Album-Classics-Reihe                 |

### EPs
| Jahr | Titel        | Höchstplatzierung, Gesamtwochen, AuszeichnungChartplatzierungen (Jahr, Titel, Platzierungen, Wochen, Auszeichnungen, Anmerkungen) | Höchstplatzierung, Gesamtwochen, AuszeichnungChartplatzierungen (Jahr, Titel, Platzierungen, Wochen, Auszeichnungen, Anmerkungen) | Höchstplatzierung, Gesamtwochen, AuszeichnungChartplatzierungen (Jahr, Titel, Platzierungen, Wochen, Auszeichnungen, Anmerkungen) | Höchstplatzierung, Gesamtwochen, AuszeichnungChartplatzierungen (Jahr, Titel, Platzierungen, Wochen, Auszeichnungen, Anmerkungen) | Höchstplatzierung, Gesamtwochen, AuszeichnungChartplatzierungen (Jahr, Titel, Platzierungen, Wochen, Auszeichnungen, Anmerkungen) | Anmerkungen                                                         |
| Jahr | Titel        | DE | AT | CH | UK | US | Anmerkungen                                                         |
| ---- | ------------ | --- | --- | --- | --- | --- | ------------------------------------------------------------------- |
| 1988 | Dreaming #11 | — | — | — | — | US42 Gold · (26 Wo.)US | Erstveröffentlichung: 1. November 1988 in den Albumcharts platziert |
| 1993 | The Satch EP | — | — | — | UK53 (1 Wo.)UK | — | Erstveröffentlichung: Februar 1993 in den Singlecharts platziert    |

| Jahr | Titel                | Anmerkungen                                                                            |
| ---- | -------------------- | -------------------------------------------------------------------------------------- |
| 1984 | Joe Satriani         | Erstveröffentlichung: 1984 erste Veröffentlichung als Solo-Künstler                    |
| 2000 | Additional Creations | Erstveröffentlichung: 14. März 2000 Veröffentlichung mit vier unveröffentlichten Demos |

## Alben im ProjektG3
| Jahr | Titel                         | Höchstplatzierung, Gesamtwochen, AuszeichnungChartplatzierungen (Jahr, Titel, Platzierungen, Wochen, Auszeichnungen, Anmerkungen) | Höchstplatzierung, Gesamtwochen, AuszeichnungChartplatzierungen (Jahr, Titel, Platzierungen, Wochen, Auszeichnungen, Anmerkungen) | Höchstplatzierung, Gesamtwochen, AuszeichnungChartplatzierungen (Jahr, Titel, Platzierungen, Wochen, Auszeichnungen, Anmerkungen) | Höchstplatzierung, Gesamtwochen, AuszeichnungChartplatzierungen (Jahr, Titel, Platzierungen, Wochen, Auszeichnungen, Anmerkungen) | Höchstplatzierung, Gesamtwochen, AuszeichnungChartplatzierungen (Jahr, Titel, Platzierungen, Wochen, Auszeichnungen, Anmerkungen) | Anmerkungen                                                                           |
| Jahr | Titel                         | DE | AT | CH | UK | US | Anmerkungen                                                                           |
| ---- | ----------------------------- | --- | --- | --- | --- | --- | ------------------------------------------------------------------------------------- |
| 1997 | G3: Live in Concert           | DE92 (1 Wo.)DE | — | — | UK82 (2 Wo.)UK | US108 Platin (Video) · (3 Wo.)US                                                                                                  | Erstveröffentlichung: 3. Juni 1997 mit Steve Vai und Eric Johnson Verkäufe: + 100.000 |
| 2004 | G3: Rockin’ in the Free World | — | — | — | — | US— Platin (Video)US | Erstveröffentlichung: 2004 mit Steve Vai und Yngwie Malmsteen Verkäufe: + 100.000     |

| Jahr | Titel             | Anmerkungen                                                                               |
| ---- | ----------------- | ----------------------------------------------------------------------------------------- |
| 2005 | G3: Live in Tokyo | Erstveröffentlichung: 25. Oktober 2005 mit Steve Vai und John Petrucci Verkäufe: + 15.000 |

## Singles

### Als Leadmusiker
| Jahr | Titel Album                                            | Höchstplatzierung, Gesamtwochen, AuszeichnungChartsChartplatzierungen (Jahr, Titel, Album, Platzierungen, Wochen, Auszeichnungen, Anmerkungen) | Anmerkungen                                                        |
| Jahr | Titel Album                                            | US | Anmerkungen                                                        |
| ---- | ------------------------------------------------------ | --- | ------------------------------------------------------------------ |
| 1987 | Surfing with the Alien                                 | US37 (8 Wo.)US | Erstveröffentlichung: 1987 Formate: 7"-Single, 12"-Single, CD-Maxi |
| 1987 | Satch Boogie Surfing with the Alien                    | US22 (8 Wo.)US | Erstveröffentlichung: 1987 Formate: 7"-Single, 12"-Single          |
| 1987 | Always With Me, Always With You Surfing with the Alien | US31 (7 Wo.)US | Erstveröffentlichung: 1987 Formate: 7"-Single, 12"-Single          |
| 1989 | I Believe Flying in a Blue Dream                       | US36 (7 Wo.)US | Erstveröffentlichung: 1989 Formate: 7"-Single, 12"-Single, CD-Maxi |
| 1989 | Flying in a Blue Dream                                 | — | Erstveröffentlichung: 1989 Formate: 7"-Single, Kassette            |
| 1989 | Big Bad Moon Flying in a Blue Dream                    | US17 (12 Wo.)US | Erstveröffentlichung: 1989 Formate: 7"-Single, 12"-Single, CD-Maxi |
| 1992 | Cryin’ The Extremist                                   | US24 (10 Wo.)US | Erstveröffentlichung: 1992 Formate: CD-Maxi                        |
| 1992 | Friends The Extremist                                  | US12 (11 Wo.)US | Erstveröffentlichung: 1992 Formate: CD-Maxi                        |
| 1992 | Summer Song The Extremist                              | US5 (19 Wo.)US | Erstveröffentlichung: 1992 Formate: 12"-Single, CD-Maxi            |
| 1993 | All Alone Time Machine                                 | US21 (11 Wo.)US | Erstveröffentlichung: 1993 Formate: 7"-Single, CD-Maxi             |
| 1993 | Speed of Light Time Machine                            | — | Erstveröffentlichung: 1993 Formate: CD-Maxi                        |
| 1993 | Time Machine                                           | — | Erstveröffentlichung: 1993 Formate: CD-Maxi                        |
| 1995 | (You’re) My World Joe Satriani                         | US30 (12 Wo.)US | Erstveröffentlichung: 1995 Formate: CD-Maxi                        |
| 1995 | Look My Way Joe Satriani                               | — | Erstveröffentlichung: 1995 Formate: CD-Maxi                        |
| 1995 | Luminous Flesh Giants Joe Satriani                     | — | Erstveröffentlichung: 1995 Formate: CD-Maxi                        |
| 1998 | Ceremony Crystal Planet                                | US28 (11 Wo.)US | Erstveröffentlichung: 1998 Formate: CD-Maxi                        |
| 1998 | A Train of Angels Crystal Planet                       | — | Erstveröffentlichung: 1998 Formate: CD-Maxi                        |
| 2000 | Until We Say Goodbye Engines of Creation               | — | Erstveröffentlichung: 2000 Formate: CD-Maxi                        |
| 2002 | Starry Night Strange Beautiful Music                   | — | Erstveröffentlichung: 2002 Formate: CD-Maxi                        |
| 2015 | Shockwave Supernova                                    | — | Erstveröffentlichung: 10. November 2015 Formate: CD-Maxi           |

### Als Gastmusiker
| Jahr | Titel                               | Anmerkungen                                                                     |
| ---- | ----------------------------------- | ------------------------------------------------------------------------------- |
| 1986 | Crowded House                       | mit Crowded House; Hintergrundgesang Erstveröffentlichung: 1. August 1986       |
| 1986 | Love And Rock And Roll              | mit Greg Kihn; Rhythmus-Gitarre Erstveröffentlichung: 1986                      |
| 1987 | Aquamarine                          | mit Danny Gottlieb; Rhythmus-Gitarre Erstveröffentlichung: 26. Oktober 1987     |
| 1988 | Radio Free Albemuth                 | mit Stu Hamm; Rhythmus-Gitarre Erstveröffentlichung: 1988                       |
| 1988 | Imaginos                            | mit Blue Öyster Cult; Lead-Gitarre Erstveröffentlichung: 15. Juli 1988          |
| 1988 | The Eyes of Horror                  | mit Possessed; Musikproduzent Erstveröffentlichung: 31. Mai 1987                |
| 1991 | Hey Stoopid                         | mit Alice Cooper; Lead-Gitarre, Hintergrundgesang Erstveröffentlichung: 1991    |
| 1992 | Back to the Light                   | mit Brian May; Rhythmus-Gitarre Erstveröffentlichung: 28. September 1992        |
| 1992 | Break Like the Wind                 | mit Spinal Tap; Lead-Gitarre Erstveröffentlichung: 1992                         |
| 1996 | All Sides Now                       | mit Pat Martino; Lead-Gitarre Erstveröffentlichung: 1997                        |
| 1996 | King Biscuit Flower Hour            | mit Greg Kihn; Rhythmus-Gitarre Erstveröffentlichung: 1996                      |
| 1997 | Merry Axemas Volume 1               | mit Steve Vai, Alex Lifeson, Joe Perry; Lead-Gitarre Erstveröffentlichung: 1997 |
| 2003 | Birdland                            | mit The Yardbirds; Lead-Gitarre Erstveröffentlichung: 22. April 2003            |
| 2004 | Rhythm of Time                      | mit Jordan Rudess; Lead-Gitarre Erstveröffentlichung: 31. August 2004           |
| 2006 | Gillan’s Inn                        | mit Ian Gillan; Lead-Gitarre Erstveröffentlichung: 18. April 2006               |
| 2006 | Transformations Live for the People | mit Particle; Rhythmus-Gitarre Erstveröffentlichung: 18. Juli 2006              |
| 2007 | The Devil Knows My Name             | mit John 5; Lead-Gitarre Erstveröffentlichung: 3. April 2007                    |
| 2007 | Systematic Chaos                    | mit Dream Theater; Gesprochener Liedtext Erstveröffentlichung: 4. Juni 2007     |
| 2007 | Guitar Masters, Vol. 1              | mit Stanley Clarke; Lead-Gitarre Erstveröffentlichung: 2007                     |
| 2008 | YouTube Live                        | mit Funtwo; Lead-Gitarre Erstveröffentlichung: 2008                             |
| 2008 | Collection                          | mit Jason Becker; Lead-Gitarre Erstveröffentlichung: 4. November 2008           |
| 2010 | Bingo!                              | mit Steve Miller Band; Lead-Gitarre Erstveröffentlichung: 15. Juni 2010         |
| 2010 | What Lies Beneath                   | mit Tarja; Lead-Gitarre Erstveröffentlichung: 31. August 2010                   |

## Statistik

### Chartauswertung
|                     | DE     | AT    | CH     | UK     | US     |
| ------------------- | ------ | ----- | ------ | ------ | ------ |
| Nummer-eins-Alben   | DE—DE  | AT—AT | CH—CH  | UK—UK  | US—US  |
| Top-10-Alben        | DE—DE  | AT—AT | CH3CH  | UK—UK  | US—US  |
| Alben in den Charts | DE13DE | AT4AT | CH16CH | UK15UK | US16US |

|                       | US     |
| --------------------- | ------ |
| Nummer-eins-Singles   | US—US  |
| Top-10-Singles        | US—US  |
| Singles in den Charts | US11US |

### Auszeichnungen für Musikverkäufe
| Goldene Schallplatte - Australien - 1989: für das Album Surfing with the Alien - 1990: für das Album Flying in a Blue Dream - Frankreich - 1993: für das Album The Extremist - 2001: für das Videoalbum The Satch Tapes - Neuseeland - 1990: für das Album Flying in a Blue Dream - 1992: für das Album The Extremist - 1995: für das Album Joe Satriani | Platin-Schallplatte - Australien - 2013: für das Videoalbum G3: Live in Tokyo 4× Platin-Schallplatte - Neuseeland - 1990: für das Album Surfing with the Alien |

Anmerkung: Auszeichnungen in Ländern aus den Charttabellen bzw. Chartboxen sind in ebendiesen zu finden.
| Land/RegionAuszeichnungen für Musikverkäufe (Land/Region, Auszeichnungen, Verkäufe, Quellen) | Silber     | Gold       | Platin       | Verkäufe  | Quellen                     |
| -------------------------------------------------------------------------------------------- | ---------- | ---------- | ------------ | --------- | --------------------------- |
| Australien (ARIA)                                                                            | —          | 2× Gold2   | Platin1      | 85.000    | aria.com.au                 |
| Frankreich (SNEP)                                                                            | —          | 2× Gold2   | —            | 110.000   | infodisc.fr snepmusique.com |
| Neuseeland (RMNZ)                                                                            | —          | 3× Gold3   | 4× Platin4   | 105.000   | aotearoamusiccharts.co.nz   |
| Vereinigte Staaten (RIAA)                                                                    | —          | 4× Gold4   | 5× Platin5   | 5.710.689 | riaa.com                    |
| Vereinigtes Königreich (BPI)                                                                 | 2× Silber2 | Gold1      | —            | 145.000   | bpi.co.uk                   |
| Insgesamt                                                                                    | 2× Silber2 | 12× Gold12 | 10× Platin10 |           |                             |